# Nambona
Nambona est un village du Cameroun situé dans la Région de l'Est et le département de la Kadey, à la frontière avec la République centrafricaine. Il fait partie de la commune d'Ouli.

## Population
En 1966, Nambona comptait 237 habitants, principalement des Baya. Lors du recensement de 2005, on y a dénombré 549 personnes.